# Ronde van Yorkshire 2015 (mannen)
De eerste editie van de Ronde van Yorkshire vond in 2015 plaats van 1 tot en met 3 mei. De start was in Bridlington, de finish in Leeds. De ronde maakte deel uit van de UCI Europe Tour 2015, in de categorie 2.1. Deze editie werd gewonnen door de Noor Lars Petter Nordhaug.

## Deelnemende ploegen
| WorldTour       | ProContinentaal             | Continentaal    | Nationaal           |
| --------------- | --------------------------- | --------------- | ------------------- |
| Team Sky        | Cofidis                     | JLT Condor      | Verenigd Koninkrijk |
| BMC Racing Team | Cult Energy                 | Madison Genesis |                     |
| Giant-Alpecin   | Europcar                    | NFTO            |                     |
| IAM Cycling     | MTN-Qhubeka                 | ONE             |                     |
| LottoNL-Jumbo   | Roompot Oranje Peloton      | Raleigh GAC     |                     |
|                 | Topsport Vlaanderen-Baloise | Wiggins         |                     |

## Etappe-overzicht
| etappe | datum | start       | finish      | type       | afstand | winnaar              | klassementsleider    |
| ------ | ----- | ----------- | ----------- | ---------- | ------- | -------------------- | -------------------- |
| 1e     | 1 mei | Bridlington | Scarborough | Heuvelrit  | 174 km  | Lars Petter Nordhaug | Lars Petter Nordhaug |
| 2e     | 2 mei | Selby       | York        | Vlakke rit | 174 km  | Moreno Hofland       | Lars Petter Nordhaug |
| 3e     | 3 mei | Wakefield   | Leeds       | Heuvelrit  | 167 km  | Ben Hermans          | Lars Petter Nordhaug |

## Etappe-uitslagen

### 1e etappe
| Bridlington – Scarborough (174 km) |                      |                        |          |
| Plaats                             | Naam                 | Ploeg                  | Tijd     |
| Winnaar                            | Lars Petter Nordhaug | Team Sky               | 4u22'38" |
| 2                                  | Thomas Voeckler      | Europcar               | z.t.     |
| 3                                  | Stéphane Rossetto    | Cofidis                | z.t.     |
| 4                                  | Samuel Sánchez       | BMC Racing Team        | z.t.     |
| 5                                  | Philip Deignan       | Team Sky               | z.t.     |
| 6                                  | Greg Van Avermaet    | BMC Racing Team        | + 1'10"  |
| 7                                  | Anthony Turgis       | Cofidis                | z.t.     |
| 8                                  | Erick Rowsell        | Madison Genesis        | z.t.     |
| 9                                  | Richard Handley      | JLT Condor             | z.t.     |
| 10                                 | Huub Duyn            | Roompot Oranje Peloton | z.t.     |

| Algemeen klassement |                      |                        |          |
| Plaats              | Naam                 | Ploeg                  | Tijd     |
| Lichtblauwe trui    | Lars Petter Nordhaug | Team Sky               | 4u22'28" |
| 2                   | Thomas Voeckler      | Europcar               | + 4"     |
| 3                   | Stéphane Rossetto    | Cofidis                | + 6"     |
| 4                   | Samuel Sánchez       | BMC Racing Team        | + 10"    |
| 5                   | Philip Deignan       | Team Sky               | z.t.     |
| 6                   | Anthony Turgis       | Cofidis                | + 1'18"  |
| 7                   | Greg Van Avermaet    | BMC Racing Team        | + 1'20"  |
| 8                   | Erick Rowsell        | Madison Genesis        | z.t.     |
| 9                   | Richard Handley      | JLT Condor             | z.t.     |
| 10                  | Huub Duyn            | Roompot Oranje Peloton | z.t.     |

### 2e etappe
| Selby – York (174 km) |                      |                             |          |
| Plaats                | Naam                 | Ploeg                       | Tijd     |
| Winnaar               | Moreno Hofland       | LottoNL-Jumbo               | 3u57'58" |
| 2                     | Matteo Pelucchi      | IAM Cycling                 | z.t.     |
| 3                     | Ramon Sinkeldam      | Gaint-Alpecin               | z.t.     |
| 4                     | Jempy Drucker        | BMC Racing Team             | z.t.     |
| 5                     | Dylan Groenewegen    | Roompot Oranje Peloton      | z.t.     |
| 6                     | André Looij          | Roompot Oranje Peloton      | z.t.     |
| 7                     | Russell Downing      | Cult Energy                 | z.t.     |
| 8                     | Andreas Stauff       | MTN-Qhubeka                 | z.t.     |
| 9                     | Harry Tanfield       | JLT Condor                  | z.t.     |
| 10                    | Pieter Vanspeybrouck | Topsport Vlaanderen-Baloise | z.t.     |

| Algemeen klassement |                      |                        |          |
| Plaats              | Naam                 | Ploeg                  | Tijd     |
| Lichtblauwe trui    | Lars Petter Nordhaug | Team Sky               | 8u20'26" |
| 2                   | Samuel Sánchez       | BMC Racing Team        | + 10"    |
| 3                   | Thomas Voeckler      | Europcar               | z.t.     |
| 4                   | Stéphane Rossetto    | Cofidis                | + 12"    |
| 5                   | Philip Deignan       | Team Sky               | + 16"    |
| 6                   | Anthony Turgis       | Cofidis                | + 1'18"  |
| 7                   | Greg Van Avermaet    | BMC Racing Team        | + 1'20"  |
| 8                   | Erick Rowsell        | Madison Genesis        | z.t.     |
| 9                   | Ben Hermans          | BMC Racing Team        | + 1'23"  |
| 10                  | Richard Handley      | JLT Condor             | + 1'26"  |
|                     |                      |                        |          |
| 11                  | Huub Duyn            | Roompot Oranje Peloton | z.t.     |

### 3e etappe
| Wakefield – Leeds (167 km) |                      |                             |          |
| Plaats                     | Naam                 | Ploeg                       | Tijd     |
| Winnaar                    | Ben Hermans          | BMC Racing Team             | 4u27'22" |
| 2                          | Greg Van Avermaet    | BMC Racing Team             | + 9"     |
| 3                          | Julien Simon         | Cofidis                     | z.t.     |
| 4                          | Samuel Sánchez       | BMC Racing Team             | z.t.     |
| 5                          | Huub Duyn            | Roompot Oranje Peloton      | z.t.     |
| 6                          | Lars Petter Nordhaug | Team Sky                    | z.t.     |
| 7                          | Alex Kirsch          | Cult Energy                 | z.t.     |
| 8                          | Thomas Sprengers     | Topsport Vlaanderen-Baloise | z.t.     |
| 9                          | Steven Kruijswijk    | LottoNL-Jumbo               | z.t.     |
| 10                         | Thomas Voeckler      | Europcar                    | z.t.     |

## Eindklassementen
| Plaats           | Naam                 | Ploeg                       | Tijd      |
| ---------------- | -------------------- | --------------------------- | --------- |
| Lichtblauwe trui | Lars Petter Nordhaug | Team Sky                    | 12u47'56" |
| 2                | Samuel Sánchez       | BMC Racing Team             | + 11"     |
| 3                | Thomas Voeckler      | Europcar                    | z.t.      |
| 4                | Stéphane Rossetto    | Cofidis                     | + 13"     |
| 5                | Philip Deignan       | Team Sky                    | + 24"     |
| 6                | Ben Hermans          | BMC Racing Team             | + 1'05"   |
| 7                | Greg Van Avermaet    | BMC Racing Team             | + 1'15"   |
| 8                | Erick Rowsell        | Madison Genesis             | + 1'21"   |
| 9                | Huub Duyn            | Roompot Oranje Peloton      | + 1'27"   |
| 10               | Richard Handley      | JLT Condor                  | z.t.      |
| 11               | Steven Cummings      | MTN-Qhubeka                 | + 1'30"   |
| 12               | Scott Davies         | Verenigd Koninkrijk         | z.t.      |
| 13               | David López          | Team Sky                    | + 1'52"   |
| 14               | Julien Simon         | Cofidis                     | + 2'28"   |
| 15               | Thomas Sprengers     | Topsport Vlaanderen-Baloise | + 2'32"   |
| 16               | Joey Rosskopf        | BMC Racing Team             | z.t.      |
| 17               | Alex Kirsch          | Cult Energy                 | + 2'38"   |
| 18               | Steven Lampier       | Raleigh GAC                 | z.t.      |
| 19               | Gustav Larsson       | Cult Energy                 | + 2'40"   |
| 20               | Anthony Turgis       | Cofidis                     | + 6'48"   |

| Plaats      | Naam                 | Ploeg           | Punten |
| ----------- | -------------------- | --------------- | ------ |
| Groene trui | Lars Petter Nordhaug | Team Sky        | 21     |
| 2           | Greg Van Avermaet    | BMC Racing Team | 17     |
| 3           | Ben Hermans          | BMC Racing Team | 15     |
|             |                      |                 |        |
| 4           | Moreno Hofland       | LottoNL-Jumbo   | 15     |

| Plaats | Naam             | Ploeg                       | Punten |
| ------ | ---------------- | --------------------------- | ------ |
|        | Nicolas Edet     | Cofidis                     | 26     |
| 2      | Ian Bibby        | NFTO                        | 16     |
| 3      | Lawson Craddock  | Gaint-Alpecin               | 11     |
|        |                  |                             |        |
| 12     | Thomas Sprengers | Topsport Vlaanderen-Baloise | 3      |
| 22     | Ivar Slik        | Roompot Oranje Peloton      | 1      |

| Plaats | Ploeg                       | Tijd      |
| ------ | --------------------------- | --------- |
|        | Team Sky                    | 38u26'03" |
| 2      | BMC Racing Team             | + 32"     |
| 3      | Cofidis                     | + 2'25"   |
|        |                             |           |
| 7      | Topsport Vlaanderen-Baloise | + 18'55"  |
| 11     | LottoNL-Jumbo               | + 21'38"  |

## Klassementenverloop
| Etappe       | Winnaar              | Algemeen klassement · | Puntenklassement ·   | Bergklassement · | Ploegenklassement · |
| ------------ | -------------------- | --------------------- | -------------------- | ---------------- | ------------------- |
| 1            | Lars Petter Nordhaug | Lars Petter Nordhaug  | Lars Petter Nordhaug | Perrig Quéméneur | Team Sky            |
| 2            | Moreno Hofland       | Lars Petter Nordhaug  | Moreno Hofland       | Mark McNally     | Team Sky            |
| 3            | Ben Hermans          | Lars Petter Nordhaug  | Lars Petter Nordhaug | Nicolas Edet     | Team Sky            |
| 0Eindstanden | 0Eindstanden         | Lars Petter Nordhaug  | Lars Petter Nordhaug | Nicolas Edet     | Team Sky            |

Mannen:
2015 ·
2016 ·
2017 ·
2018 ·
2019
Vrouwen:
2015 ·
2016 ·
2017 ·
2018 ·
2019
Etappewedstrijden

 Ster van Bessèges · 
 Ronde van de Algarve · 
 Ruta del Sol · 
 Ronde van de Haut-Var · 
 Driedaagse van West-Vlaanderen · 
 Internationale Wielerweek · 
 Internationaal Wegcriterium · 
 Driedaagse van De Panne-Koksijde · 
 Ronde van de Sarthe · 
 Ronde van Castilië en León · 
 Ronde van Trentino · 
 Ronde van Kroatië · 
 Ronde van Turkije · 
 Ronde van Yorkshire · 
 Ronde van Asturië · 
 Vierdaagse van Duinkerke · 
 Ronde van Azerbeidzjan · 
 Ronde van Madrid · 
 Ronde van Beieren · 
 Ronde van Picardië · 
 Ronde van Noorwegen · 
 World Ports Classic · 
 Tour des Fjords · 
 Ronde van Estland · 
 Ronde van België · 
 Ronde van Luxemburg · 
 Boucles de la Mayenne · 
 Ster ZLM Toer · 
 Ronde van Slovenië · 
 Route du Sud · 
 Sibiu Cycling Tour · 
 Ronde van Oostenrijk · 
 Ronde van Wallonië · 
 Ronde van Portugal · 
 Ronde van Burgos · 
 Ronde van Denemarken · 
 Ronde van de Ain · 
 Ronde van Tsjechië · 
 Arctic Race of Norway · 
 Ronde van de Limousin · 
 Ronde van Poitou-Charentes · 
 Ronde van Groot-Brittannië · 
 Ronde van Gévaudan Languedoc-Roussillon · 
 Eurométropole Tour
Eendaagse wedstrijden

 Trofeo Santanyí-Ses Salines-Campos · 
 Trofeo Andratx-Mirador d'Es Colomer · 
 Trofeo Serra de Tramuntana · 
 Trofeo Playa de Palma-Palma · 
 GP La Marseillaise · 
 Grote Prijs van de Etruskische Kust · 
 Ronde van Murcia · 
 Clásica de Almería · 
 Trofeo Laigueglia · 
 Omloop Het Nieuwsblad · 
 Classic Sud Ardèche · 
 GP Lugano · 
 La Drôme Classic · 
 Kuurne-Brussel-Kuurne · 
 Le Samyn · 
 Strade Bianche · 
 Ronde van Drenthe · 
 Dwars door Drenthe · 
 Nokere Koerse · 
 GP Nobili Rubinetterie · 
 Handzame Classic · 
 Ronde van Zeeland Seaports · 
 Classic Loire-Atlantique · 
 Grote Prijs van Cholet-Pays de Loire · 
 Dwars door Vlaanderen · 
 Classica Corsica · 
 Route Adélie de Vitré · 
 Grote Prijs Miguel Indurain · 
 Volta Limburg Classic · 
 Ronde van La Rioja · 
 Parijs-Camembert · 
 Scheldeprijs · 
 Klasika Primavera · 
 Brabantse Pijl · 
 GP Denain · 
 Ronde van de Finistère · 
 Tro Bro Léon · 
 La Roue Tourangelle · 
 Ronde van de Apennijnen · 
 Grote Prijs van de Somme · 
 Grote Prijs van Plumelec · 
 ProRace Berlin · 
 Boucles de l'Aulne · 
 GP Kanton Aargau · 
 Ronde van Keulen · 
 Ronde van Limburg · 
 Velothon Wales · 
 Halle-Ingooigem · 
 Trofeo Matteotti · 
 GP Cerami · 
 GP Industria & Artigianato-Larciano · 
 Prueba Villafranca de Ordizia · 
 Ronde van Toscane · 
 Circuito de Getxo · 
 Polynormande · 
 RideLondon Classic · 
 GP Stad Zottegem · 
 Arnhem-Veenendaal Classic · 
 GP Jef Scherens · 
 Druivenkoers Overijse · 
 Schaal Sels · 
 Brussels Cycling Classic · 
 GP Fourmies · 
 Velothon Stockholm · 
 Ronde van de Doubs · 
 Coppa Bernocchi · 
 Coppa Agostoni · 
 GP van Wallonië · 
 Kampioenschap van Vlaanderen · 
 Memorial Marco Pantani · 
 Grote Prijs Impanis-Van Petegem · 
 GP van Isbergues · 
 GP Industria & Commercio di Prato · 
 Omloop van het Houtland · 
 Duo Normand · 
 Ronde van de Drie Valleien · 
 Milaan-Turijn · 
 Ronde van Piemonte · 
 Ronde van het Münsterland · 
 Ronde van de Vendée · 
 Memorial Frank Vandenbroucke · 
 Coppa Sabatini · 
 Parijs-Bourges · 
 Ronde van Emilia · 
 GP Beghelli · 
 Parijs-Tours · 
 Nationale Sluitingsprijs · 
 Chrono des Nations